# 莱昂大教堂 (尼加拉瓜)
萊昂大教堂（西班牙語：Catedral de León），正式名稱為瑪麗亞聖母升天大教堂（西班牙語：Insigne y Real Basílica Catedral de la Asunción de la Bienaventurada Virgen María）是位於尼加拉瓜莱昂的主教座堂，2011年被列為聯合國教科文組織世界遺產。萊昂大教堂的設計者是瓜地馬拉建築師迪亞哥·荷西·德·珀雷斯·埃斯基維爾（西班牙語：Diego Jose de Porres Esquivel），於1747年動工，直到1814年完工，在中美洲所有歷史宗教建築中堪稱規模最大。採行的是巴洛克轉換至新古典主義的折衷建築樣式，外牆的裝飾還融入了當地美洲原住民的元素。著名的尼加拉瓜詩人魯本·達里歐逝世後葬於此。

## 圖冊
- 教堂內部
- 教堂前的獅子雕像
- 內部的尼加拉瓜詩人魯本·達里歐之墓
- 萊昂大教堂（尼加拉瓜），泰坦巨人在大教堂的山牆上